# Hoplitis louisae
Hoplitis louisae là một loài Hymenoptera trong họ Megachilidae. Loài này được Cockerell mô tả khoa học năm 1934.